# Rilke in Moskau

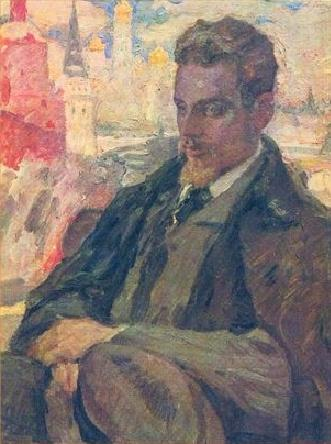
"Rilke in Moskau" von Leonid Pasternak

Rilke in Moskau ist ein Ölgemälde von Leonid Pasternak, das Rainer Maria Rilke zeigt. Es stammt wahrscheinlich aus dem Jahr 1928. Es ist 36,7 × 34,3 cm groß und befindet sich unter der Inventarnummer 13344 in der Pinakothek der Moderne in München.

## Geschichte

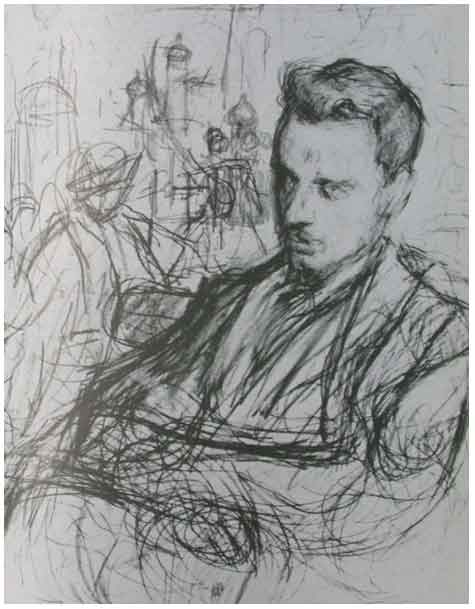
Zeichnung von Leonid Pasternak

Rainer Maria Rilke reiste 1899 erstmals nach Russland, zusammen mit Lou Andreas-Salomé und deren Mann Friedrich. Dort begegnete er dem bekannten Maler Leonid Pasternak, der mehrere Skizzen von ihm anfertigte.
Danach trafen sich die beiden, die einander sehr verbunden fühlten, nur noch zweimal zufällig, im Jahr 1900 auf einem Bahnhof in Russland und 1904 in Italien.
Das Ölgemälde fertigte Leonid Pasternak wahrscheinlich erst 1928 an, also nach dem Tod Rilkes 1926. Als Vorlagen dienten ihm dabei offensichtlich die Zeichnungen, die er 1899 in Moskau gemacht hatte. Das Porträt zeigt den Dichter Rilke also im Alter von 24 Jahren in Moskau.
Leonid Pasternak stellte das Gemälde 1932 in Berlin vor, wo es großes Interesse hervorrief und die Witwe Clara Westhoff zu Tränen rührte.
Später gelangte es in Privatbesitz und wurde 1963 an die Neue Pinakothek in München gegeben.
In den Jahren 2017 und 2018 war es das erste Objekt des Rundganges der großen trinationalen Ausstellung Rilke und Russland, die im Literaturmuseum der Moderne in Marbach, in der Nationalbibliothek in Bern, im Strauhof in Zürich und schließlich im Nationalen Literaturmuseum in Moskau gezeigt wurde.
Danach kam es wieder in das Depot der Bayerischen Gemäldesammlungen, wo es sich zurzeit befindet.
Boris Pasternak, der Sohn des Malers und Literatur-Nobelpreisträger des Jahres 1958, verehrte Rilke zutiefst. Er war als 9-Jähriger bei der Begegnung 1900 anwesend und machte Rilkes Werk in Russland als erster bekannt. Er bekannte später über sein eigenes literarisches Schaffen

„Ich habe immer gedacht, dass ich in meinen eigenen Versuchen, in meinem gesamten Schaffen nichts weiter getan habe, als seine Motive zu übertragen und zu variieren, ohne etwas zu seiner eigenen Welt hinzuzufügen und stets in seinen Wassern schwimmend.“